# Lijst van personen overleden in juli 2024
Dit is een lijst van bekende personen die zijn overleden in juli 2024.
| 1 | 2 | 3 | 4 | 5 | 6 | 7 | 8 | 9 | 10 | 11 | 12 | 13 | 14 | 15 | 16 | 17 | 18 | 19 | 20 | 21 | 22 | 23 | 24 | 25 | 26 | 27 | 28 | 29 | 30 | 31 |
| - | - | - | - | - | - | - | - | - | -- | -- | -- | -- | -- | -- | -- | -- | -- | -- | -- | -- | -- | -- | -- | -- | -- | -- | -- | -- | -- | -- |

### 1 juli

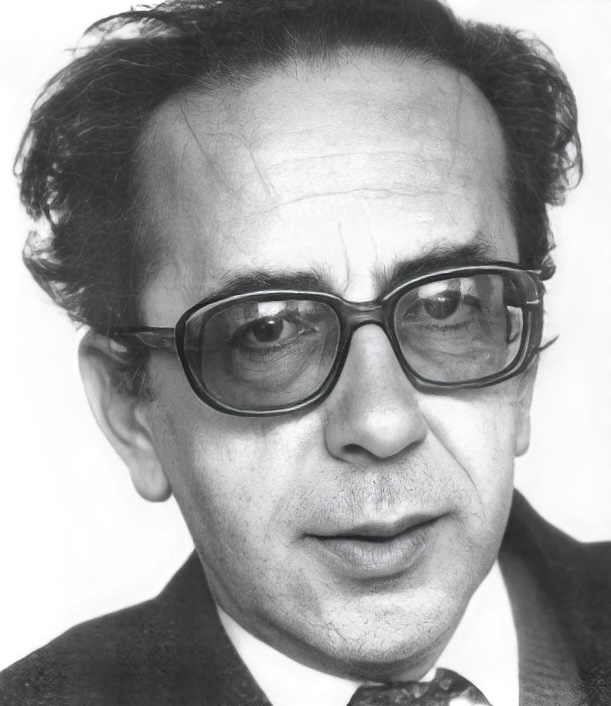
Ismail Kadare
1 juli

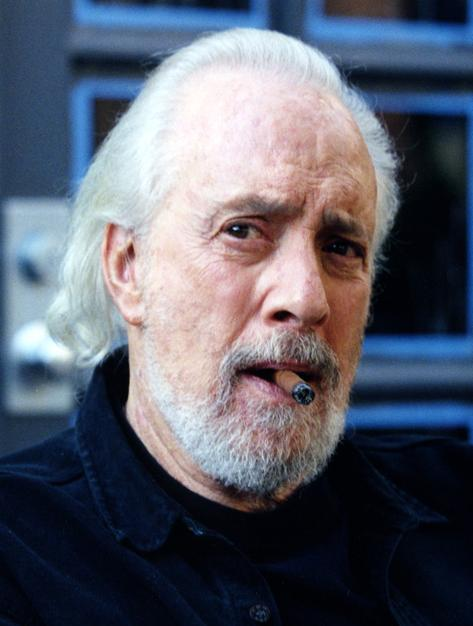
Robert Towne
1 juli

- Jeffrey Hopkins (83), Amerikaans tibetoloog[1]
- Ismail Kadare (88), Albanees schrijver[2]
- Thor Spydevold (79), Noors voetballer[3]
- Robert Towne (89), Amerikaans scenarioschrijver en filmregisseur[4]

### 2 juli

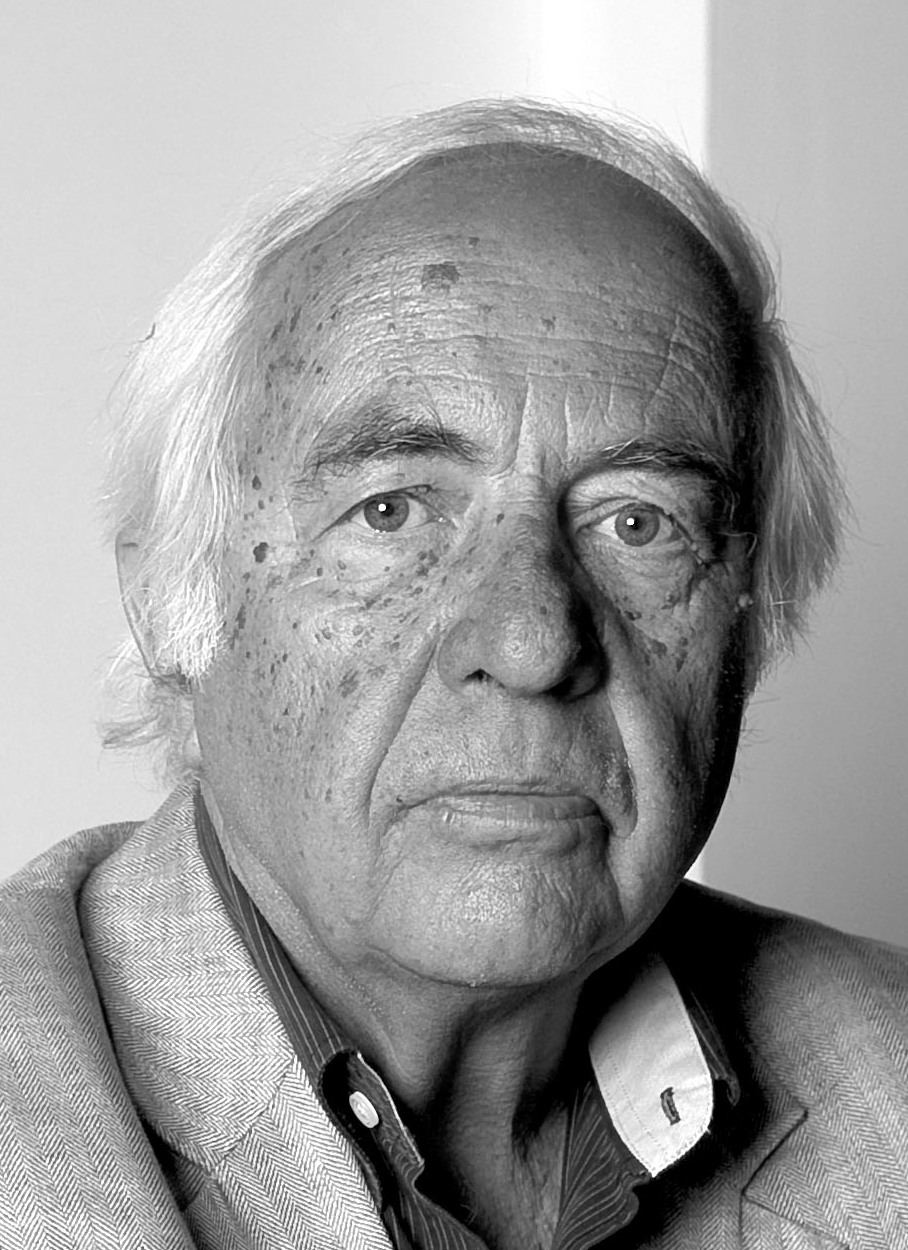
Wim Hazeu
2 juli

- Nilüfer Gürsoy (103), Turks politica[5]
- Wim Hazeu (84), Nederlands schrijver, dichter en biograaf[6]
- Comunardo Niccolai (77), Italiaans voetballer[7]
- Karel Rottiers (71), Belgisch wielrenner[8]

### 3 juli
- Theo Heere (81), Nederlands burgemeester[9]
- Nugzari Tsurtsumia (27), Georgisch Grieks-Romeins worstelaar[10]

### 4 juli
- Robert Austin Boudreau (97), Amerikaans dirigent[11]
- Raúl Dos Santos (57), Uruguayaans voetballer[12]
- Cas Janssens (79), Nederlands voetballer[13]
- Ank Reinders (92), Nederlands concertzangeres[9]

### 5 juli

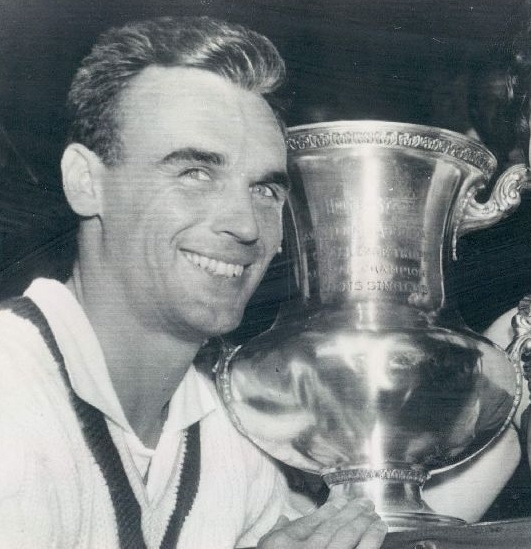
Vic Seixas
5 juli

- Yvonne Furneaux (98), Frans-Brits actrice[14]
- Raphaël Géminiani (99), Frans wielrenner[15]
- Nikolai Korolkov (77), Russisch ruiter[16][17]
- Jon Landau (63), Amerikaans filmproducent[18]
- Bengt Ingemar Samuelsson (90), Zweeds biochemicus en Nobelprijswinnaar[19]
- Vic Seixas (100), Amerikaans tennisser[20]
- Wil Tirion (81), Nederlands grafisch ontwerper[21]

### 6 juli

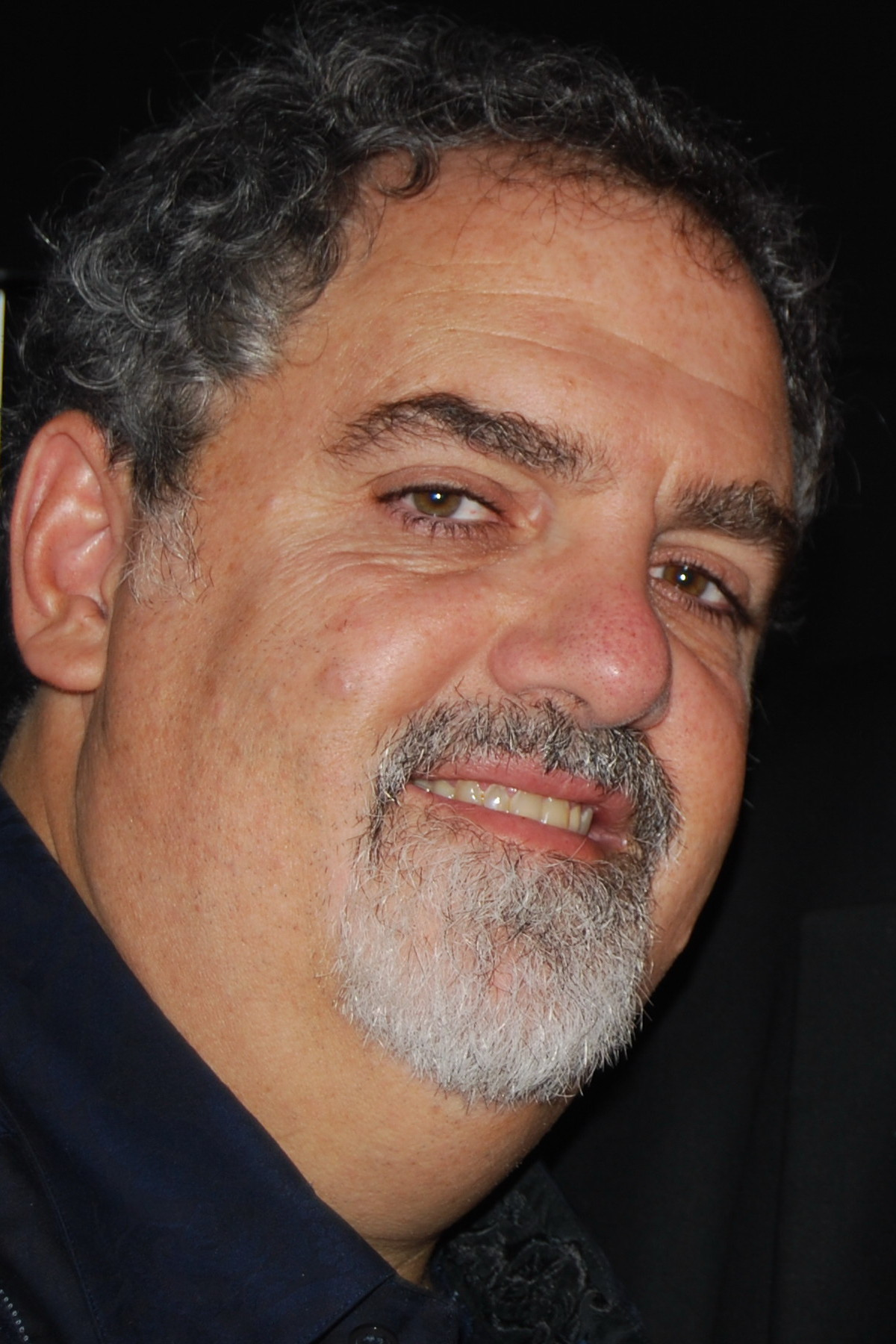
Jon Landau
5 juli

- Pino D'Angiò (71), Italiaans zanger[22]
- André Drege (25), Noors wielrenner[23]
- Joe Egan (77), Schots zanger en componist[24]
- Ahmet Refaat (31), Egyptisch voetballer[25]
- Rob Schröder (73), Nederlands filmmaker[26]
- Roberta Taylor (76), Brits actrice en schrijfster[27]

### 8 juli
- Alessandro Di Bucchianico (61), Nederlands wiskundige en schaker[28]
- June Walker Rogers (97), Amerikaans zangeres, danseres en comedian[29]

### 9 juli
- Joe Bonsall (76), Amerikaans zanger[30]
- Jim Inhofe (89), Amerikaans politicus[31]
- David Loughery (71), Amerikaans filmproducent en screenwriter[32]
- Marcel Schimscheimer (60), Nederlands basgitarist en muziekproducer[33]
- Jerzy Stuhr (77), Pools acteur en filmregisseur[34][35]

### 10 juli

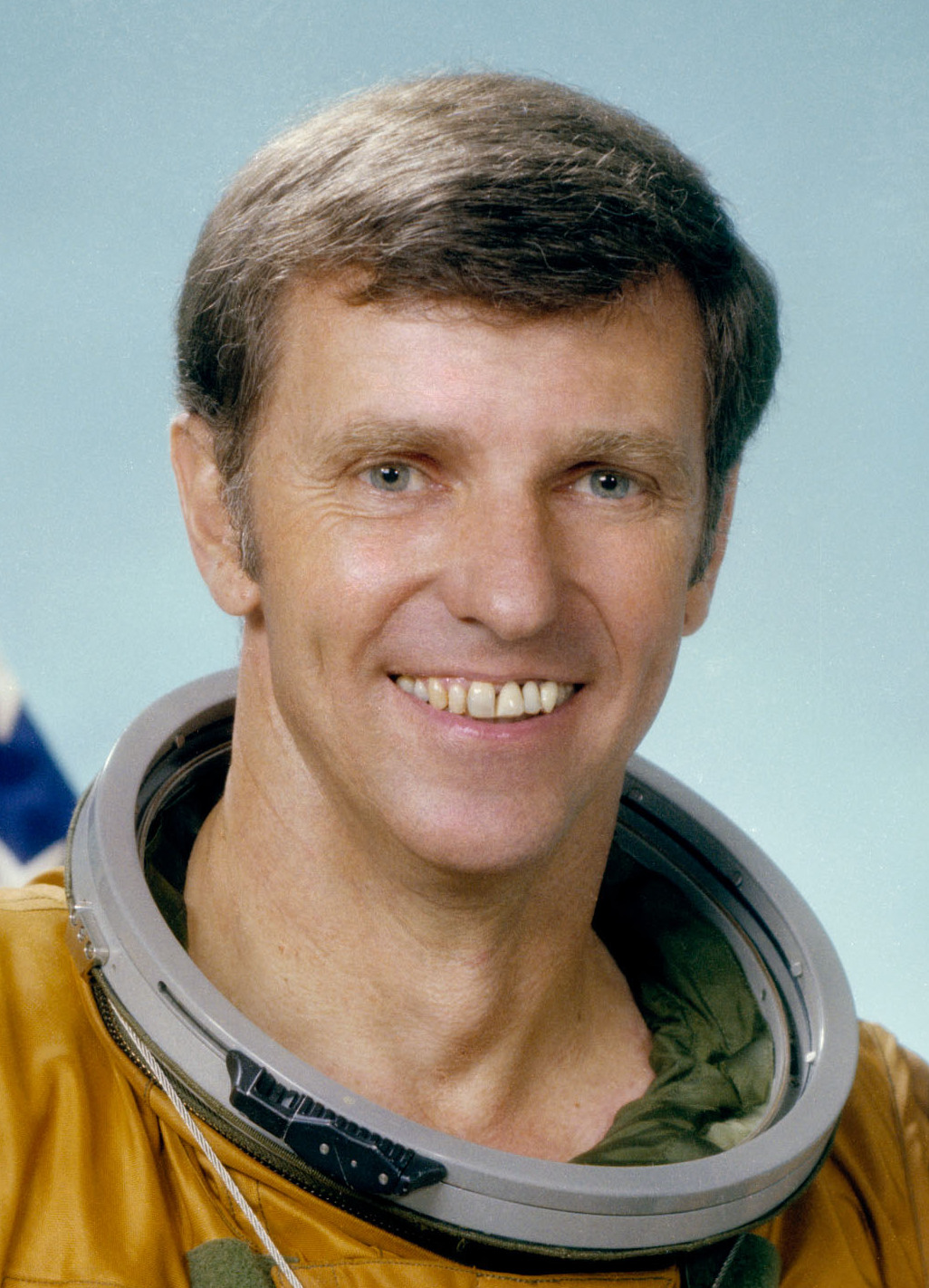
Joe Engle
10 juli

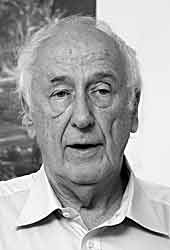
Thomas Höpker
10 juli

- Joe Engle (91), Amerikaans astronaut[36]
- Thomas Höpker (88), Duits fotograaf[37]
- Matthijs Röling (81), Nederlands kunstschilder[38]

### 11 juli

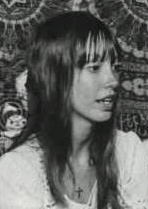
Shelley Duvall
11 juli

- Stanislas Deriemaeker (92), Belgisch organist en componist[39]
- Shelley Duvall (75), Amerikaans actrice[40]
- Willi Koslowski (87), Duits voetballer[41]
- Bas Maliepaard (86), Nederlands wielrenner[42]
- Harry van Oosterhout (77), Nederlands voetballer[43][44]
- Tomas Seyler (49), Duits darter[45]

### 12 juli

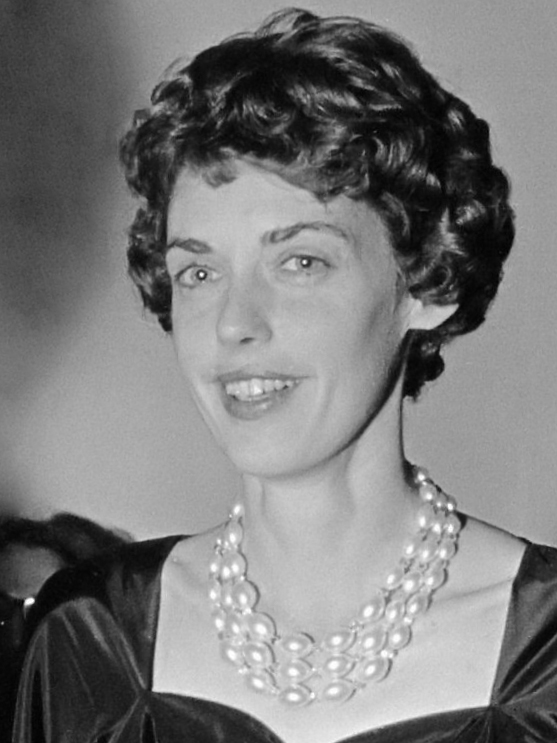
Tonke Dragt
12 juli

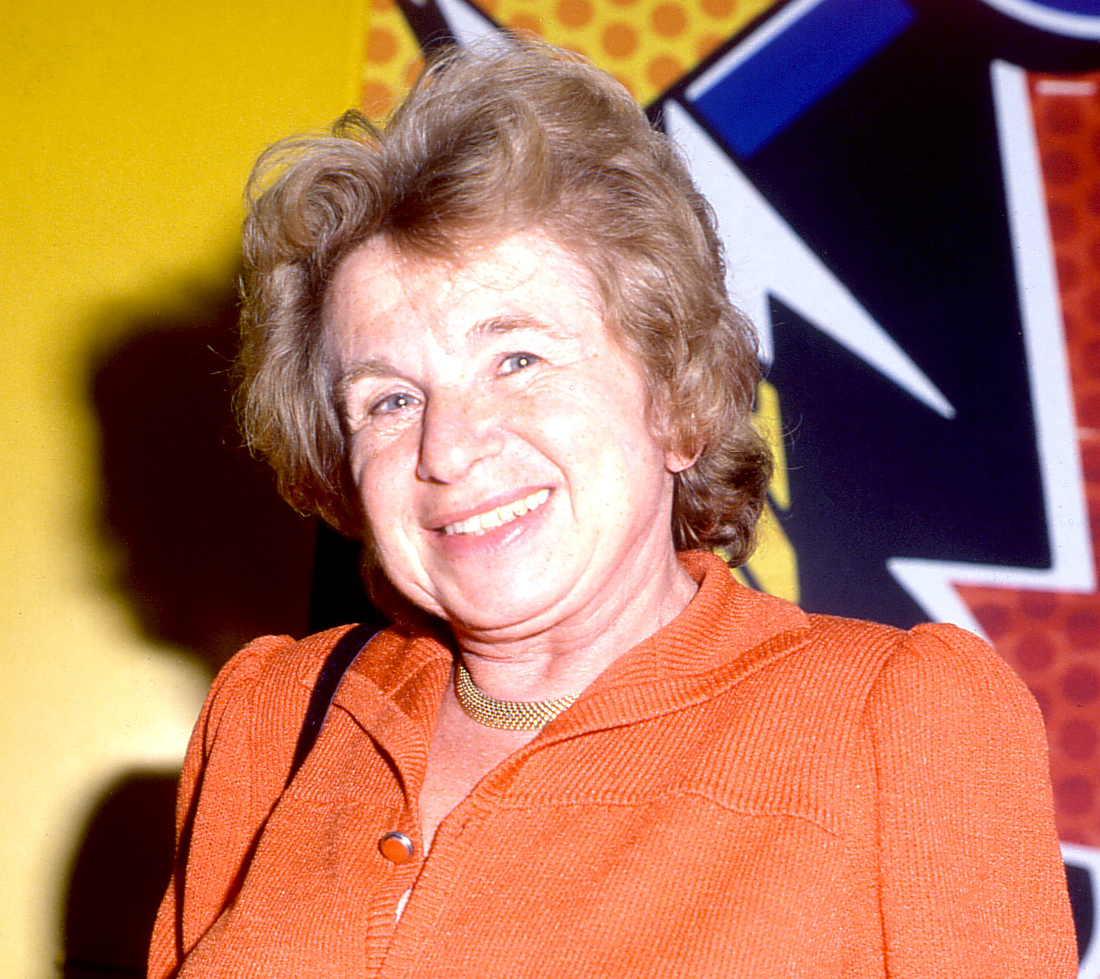
Dr. Ruth (Ruth Westheimer)
12 juli

- Ellis Brandon (101), Nederlands Engelandvaardster[46]
- Tonke Dragt (93), Nederlands kinderboekenschrijfster[47]
- Jaap van der Linde (85), Nederlands politicus[48]
- Bill Viola (73), Amerikaans video- en installatiekunstenaar[49]
- Dr. Ruth (Ruth Westheimer) (96), Duits-Amerikaans sekstherapeute, schrijfster en televisiepresentatrice[50]

### 13 juli

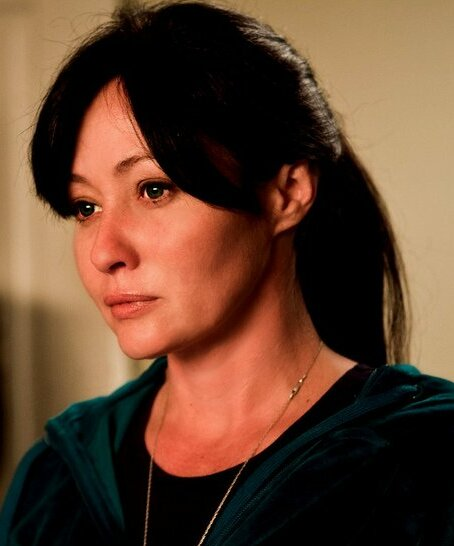
Shannen Doherty
13 juli

- Shannen Doherty (53), Amerikaans actrice[51]
- James Sikking (90), Amerikaans acteur[52]
- Richard Simmons (76), Amerikaans fitnesscoach en televisiepersoonlijkheid[53]
- Ilija Valov (62), Bulgaars voetballer[54]

### 14 juli
- Julien Andavo Mbia (73), Congolees bisschop[55]
- Dimitar Zapryanov (64), Bulgaars judoka[56]

### 15 juli
- Jacques Boudet (89), Frans acteur[57]

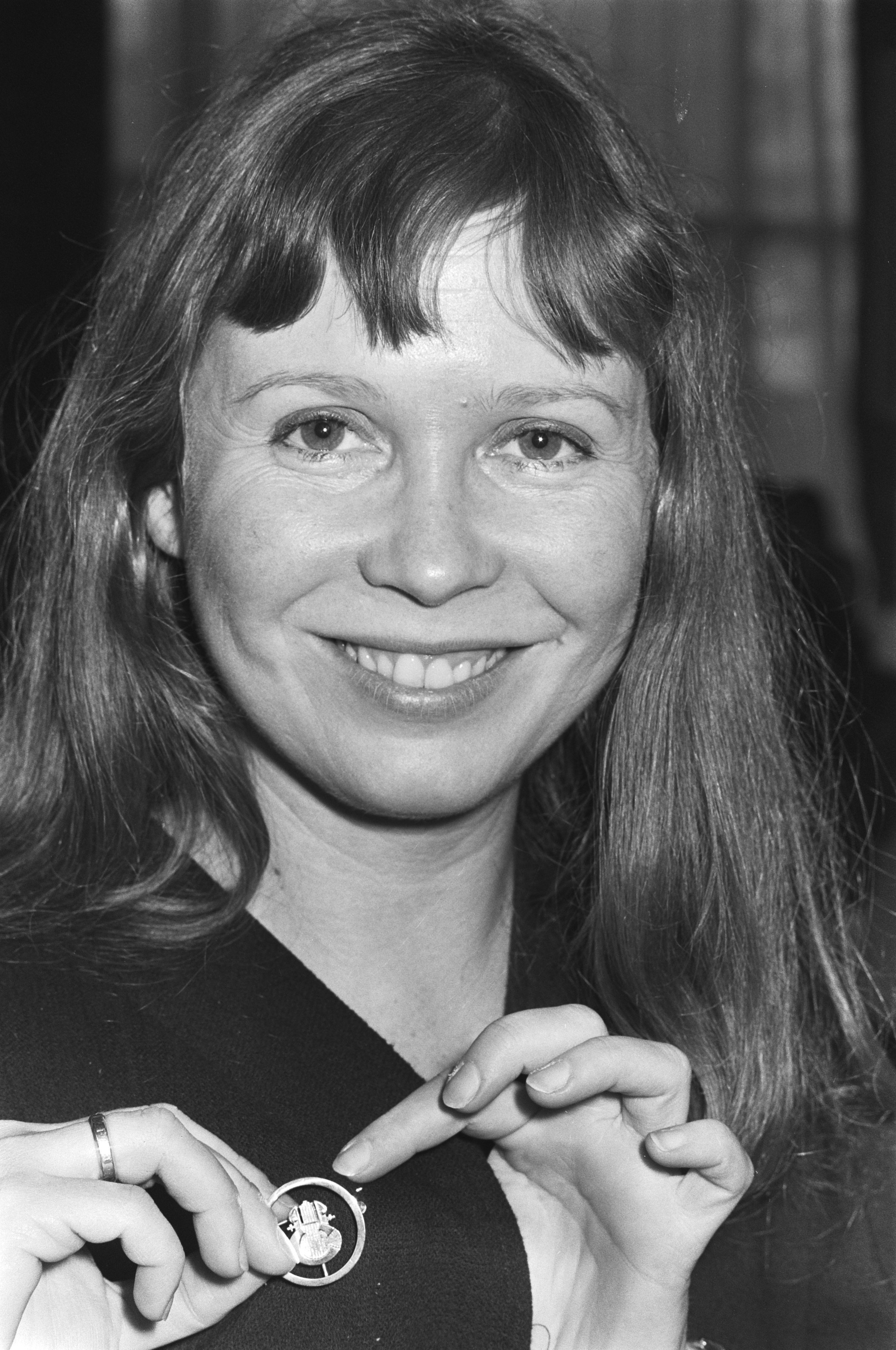
Wieteke van Dort
15 juli

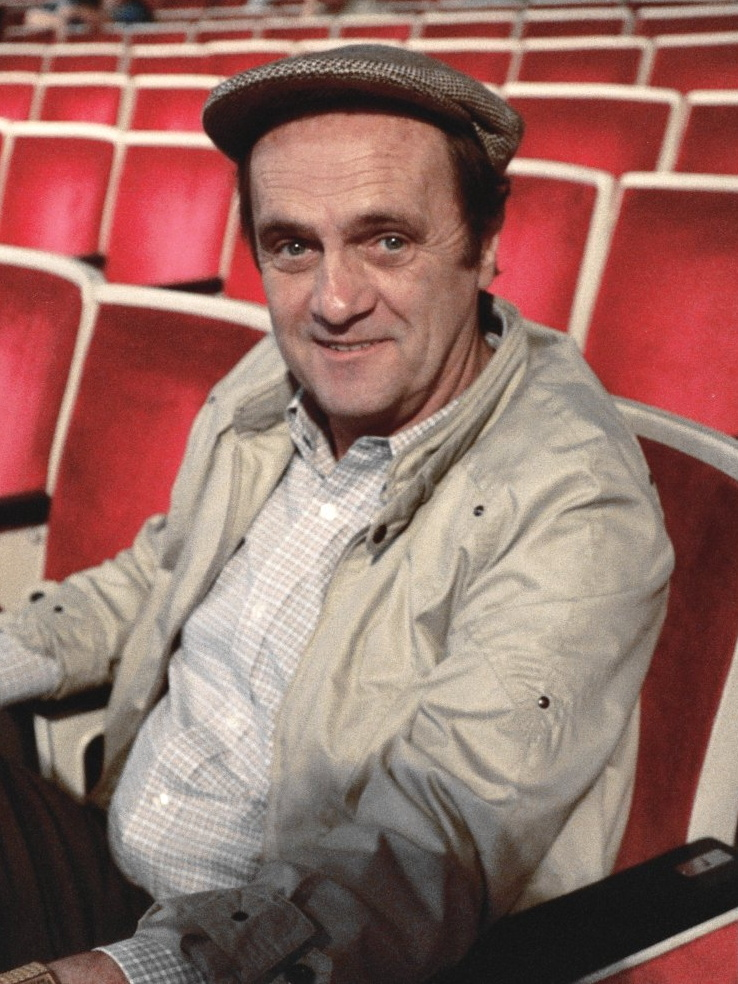
Bob Newhart
18 juli

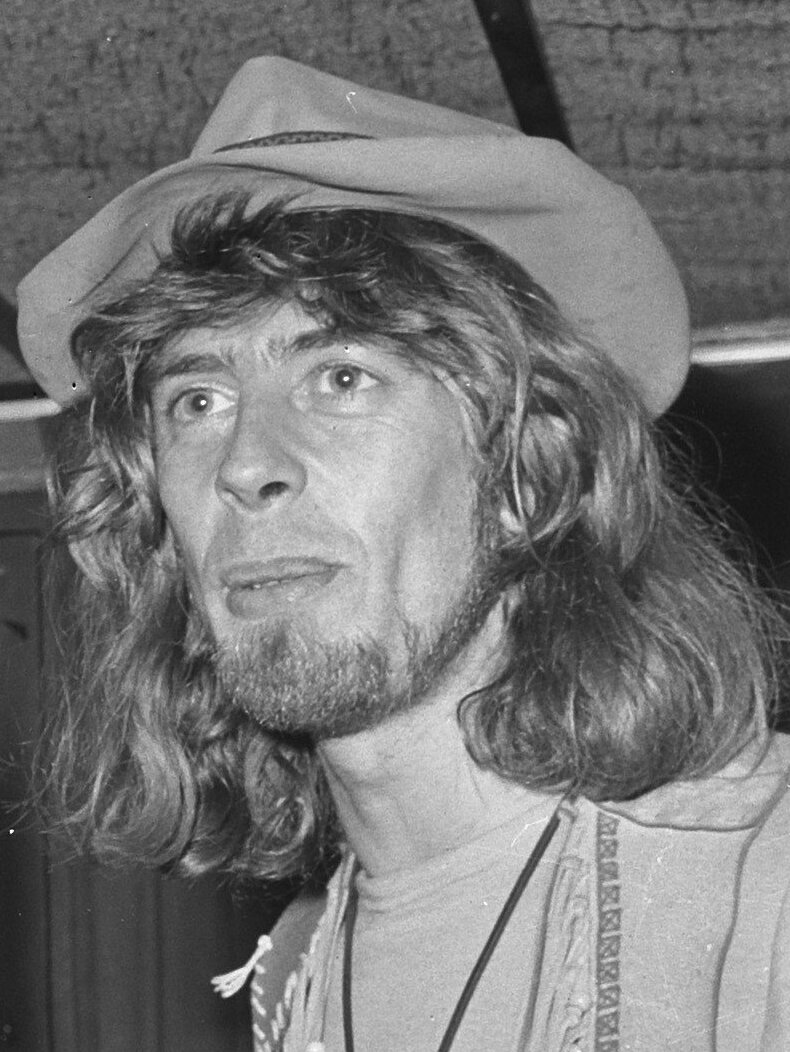
John Mayall
22 juli

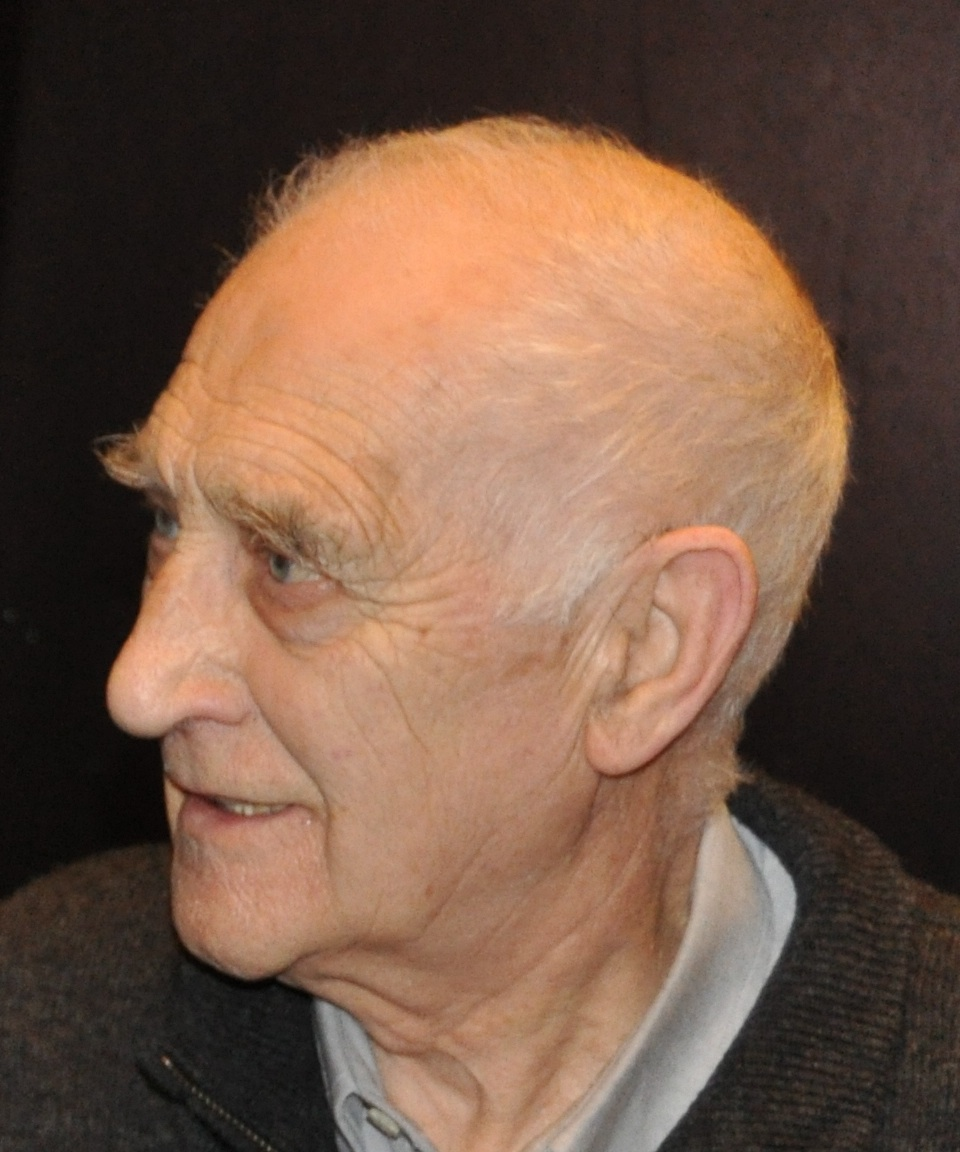
Willem van der Poel
22 juli

- Wieteke van Dort (81), Nederlands actrice[58]
- Whitney Rydbeck (79), Amerikaans acteur[59]
- Tomcraft (Thomas Brückner) (49), Duits dj en producer[60]

### 16 juli

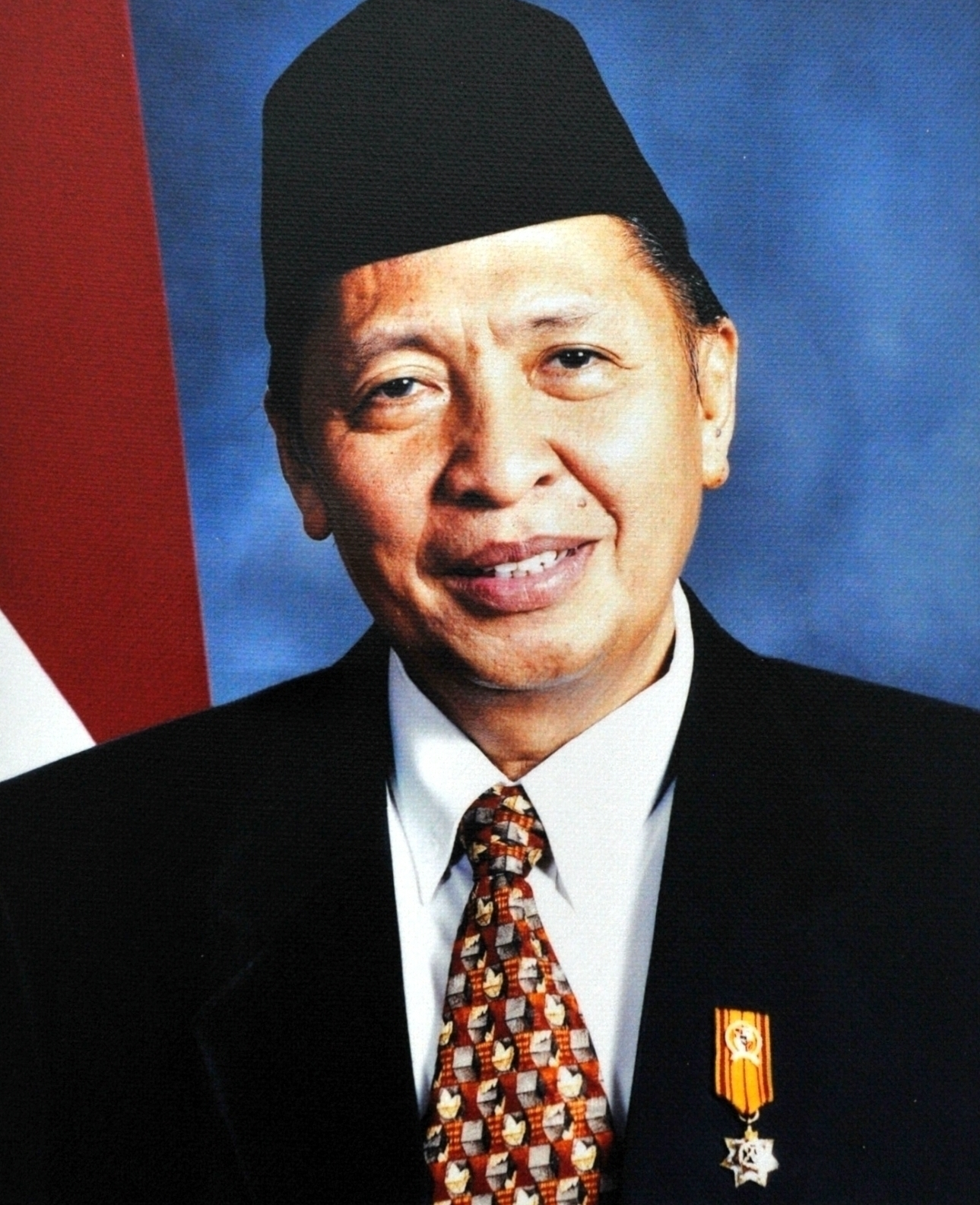
Hamzah Haz
24 juli

- Gerrit Pesman (86), Nederlands voetballer[61]
- Irène Schweizer (83), Zwitsers jazzpianiste en -drumster[62]

### 17 juli
- Cheng Pei-pei (78), Chinees actrice[63]
- Kea Homan (85), Nederlands schilder en graficus[64]
- André Joosten (69), Nederlands theatermaker en vormgever[65]
- Gerard van de Kerkhof (81), Nederlands voetballer[66]
- Marcela Krinke Susmelj (58), Zwitsers amazone[67]

### 18 juli
- Lou Dobbs (78), Amerikaans presentator en commentator[68]
- Bob Newhart (94), Amerikaans komiek en acteur[69]
- Friedrich Verzetnitsch (79), Oostenrijks vakbondsbestuurder en politicus[70]

### 19 juli
- Josefina Constantino (104), Filipijns essayiste en literatuurcriticus[71]
- Toumani Diabaté (58),  Malinees koraspeler[72]
- Nguyễn Phú Trọng (80), president van Vietnam[73]
- Ray Reardon (91), Brits snookerspeler[74]
- Ries Smits (79), Nederlands politicus[75]

### 20 juli
- Jerry Miller (81), Amerikaans gitarist[76]
- Sandy Posey (80), Amerikaans zangeres[77]
- Robert Rinchard (93), Belgisch snelwandelaar[78]
- Moacir Rodrigues Santos (54), Braziliaans voetballer[79]

### 21 juli
- Herman Fluitman (77), Nederlands acteur, tekstschrijver en cabaretier[80]
- Max Niematz (Jan Hombergen) (81), Nederlands dichter en prozaschrijver[81]
- Evelyn Thomas (Ellen Lucille Thomas) (70), Amerikaans zangeres[82]
- Joji Yuasa (94), Japans componist en muziekpedagoog[83]

### 22 juli
- Abdul "Duke" Fakir (88), Amerikaans tenor[84]
- Germaine Hoffmann (94), Luxemburgs kunstschilderes en collagekunstenares[85]
- Frans Jacobs (85), Nederlands burgemeester[86]
- John Mayall (90), Brits gitarist, toetsenist en componist[87]
- Willem van der Poel (97), Nederlands computerpionier en hoogleraar[88]
- Carolyn Schuler (81), Amerikaans zwemster[89]

### 23 juli
- Lya de Haas (65), Nederlands zangeres[90]
- Robin Warren (87), Australisch patholoog en Nobelprijswinnaar[91]

### 24 juli
- Jimmy Crawford (86), Brits zanger[92]
- Hamzah Haz (84), Indonesisch politicus[93]

### 25 juli
- Martin Indyk (73), Amerikaans diplomaat[94]
- Jos Kessels (71), Nederlands journalist en columnist[95]
- Derk Wessels (51), Nederlands kunstenaar[96]

### 26 juli

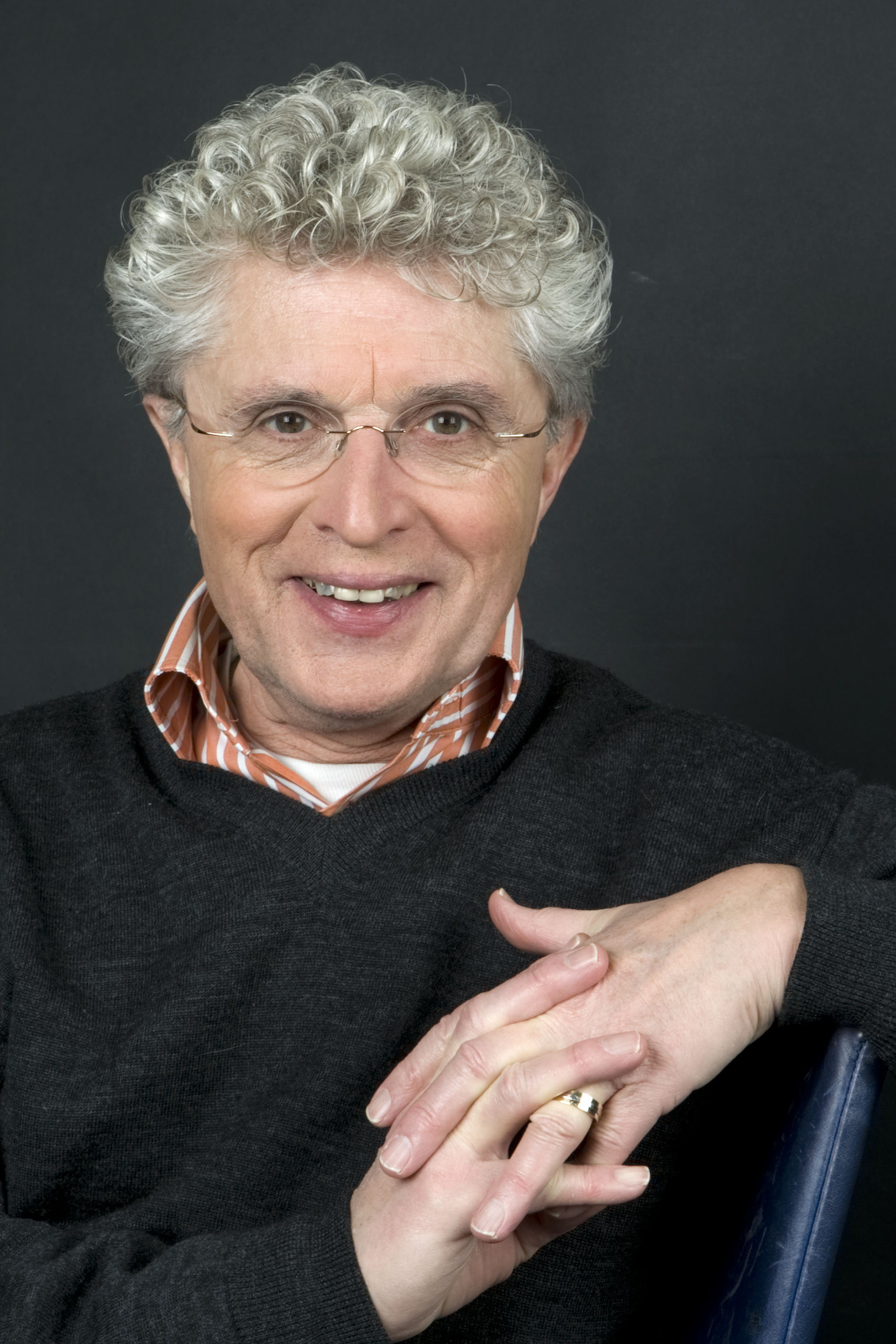
Jacques d'Ancona
26 juli

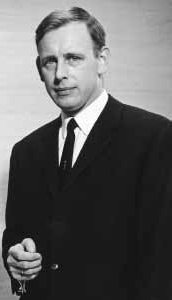
Frits Goldschmeding
26 juli

- Jacques d'Ancona (86), Nederlands journalist[97]
- Janet Andrewartha (72), Australisch actrice[98]
- Jordi Font i Rodon (99), Catalaans jezuïet en psychiater[99]
- Frits Goldschmeding (90), Nederlands ondernemer[100]
- Guido Metsers (83), Nederlands schilder en beeldhouwer[101]
- Jo Toennaer (90), Nederlands voetballer[102]
- Arvo Valton (Arvo Vallikivi) (88), Estisch schrijver[103]

### 27 juli

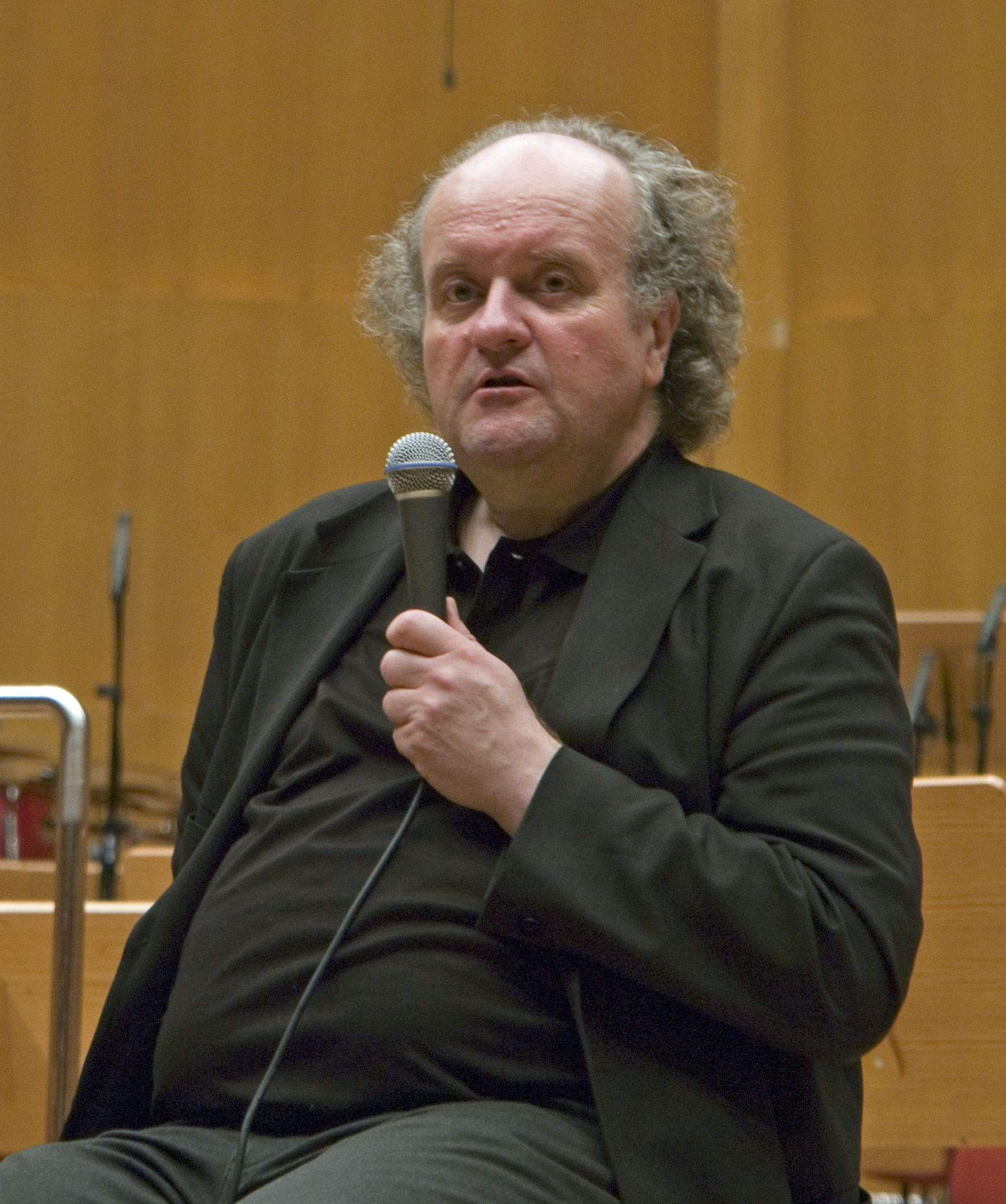
Wolfgang Rihm
27 juli

- Luis Galarza (73), Boliviaans voetballer[104]
- Wolfgang Rihm (72), Duits componist[105]
- Mísia (Susana Maria Alfonso de Aguiar) (69), Portugees zangeres[106]
- Edna O'Brien (93), Iers schrijfster[107]

### 28 juli
- Chino XL (Derek Keith Barbosa) (50), Amerikaans rapper[108]
- Suzanne Deriex (Suzanne Cuendet) (98), Zwitsers schrijfster[109]
- Michaël van Griekenland en Denemarken (85), Grieks historicus[110]
- Francine Pascal (92), Amerikaans schrijfster[111]
- Martin Phillipps (61), Nieuw-Zeelands zanger[112]

### 29 juli
- Floyd Layne (95), Amerikaans basketballer[113]
- Peter Reddaway (84), Brits-Amerikaans politicoloog en historicus[114]
- Józef Szmidt (89), Pools atleet[115]

### 30 juli
- Paco Camino (84), Spaans stierenvechter[116]
- Vladimir Jesjinov (75), Russisch roeier[117]
- Hans Lenk (89), Duits roeier[118]
- Fuad Shukr (62), Libanees commandant[119]
- John Sillevis (77), Nederlands kunsthistoricus[120]
- Peter Wyder (90), Zwitsers natuurkundige[121]

### 31 juli
- Ismail Haniya (62/63), Palestijns politicus[122]
- André Juillard (76), Frans striptekenaar[123]

### Datum onbekend
- Michel van Rijn (72), Nederlands auteur en kunsthandelaar[124]

januari· februari· maart· april· mei· juni· juli· augustus· september· oktober· november· december
1900 ·
1901 ·
1902 ·
1903 ·
1904 ·
1905 ·
1906 ·
1907 ·
1908 ·
1909 ·
1910 ·
1911 ·
1912 ·
1913 ·
1914 ·
1915 ·
1916 ·
1917 ·
1918 ·
1919 ·
1920 ·
1921 ·
1922 ·
1923 ·
1924 ·
1925 ·
1926 ·
1927 ·
1928 ·
1929 ·
1930 ·
1931 ·
1932 ·
1933 ·
1934 ·
1935 ·
1936 ·
1937 ·
1938 ·
1939 ·
1940 ·
1941 ·
1942 ·
1943 ·
1944 ·
1945 ·
1946 ·
1947 ·
1948 ·
1949 ·
1950 ·
1951 ·
1952 ·
1953 ·
1954 ·
1955 ·
1956 ·
1957 ·
1958 ·
1959 ·
1960 ·
1961 ·
1962 ·
1963 ·
1964 ·
1965 ·
1966 ·
1967 ·
1968 ·
1969 ·
1970 ·
1971 ·
1972 ·
1973 ·
1974 ·
1975 ·
1976 ·
1977 ·
1978 ·
1979 ·
1980 ·
1981 ·
1982 ·
1983 ·
1984 ·
1985 ·
1986 ·
1987 ·
1988 ·
1989 ·
1990 ·
1991 ·
1992 ·
1993 ·
1994 ·
1995 ·
1996 ·
1997 ·
1998 ·
1999 ·
2000 ·
2001 ·
2002 ·
2003 ·
2004 ·
2005 ·
2006 ·
2007 ·
2008 ·
2009 ·
2010 ·
2011 ·
2012 ·
2013 ·
2014 ·
2015 ·
2016 ·
2017 ·
2018 ·
2019 ·
2020 ·
2021 ·
2022 ·
2023 ·
2024 ·
2025